# 아름다운 언약식
《아름다운 언약식》(영어: Here on Earth)은 미국에서 제작된 마크 피즈나스키 감독의 2000년 로맨틱 드라마 영화이다. 크리스 클라인, 릴리 소비에스키, 조시 하트넷 등이 출연하였고, 데이비드 T. 프렌들리 등이 제작에 참여하였다.

## 출연
- 크리스 클라인
- 릴리 소비에스키
- 조시 하트넷
- 마이클 루커
- 애니 콜리
- 브루스 그린우드
- 애넷 오툴
- 일레인 헨드릭스
- 스튜어트 윌슨

## 기타 제작진
- 공동 제작: 데이비드 히긴스
- 미술: 디나 립턴
- 의상: 이시스 뮤센든